# Kergu
Kergu är en ort i Estland. Den ligger i Kaisma kommun och landskapet Pärnumaa, i den sydvästra delen av landet, 80 km söder om huvudstaden Tallinn. Kergu ligger 48 meter över havet och antalet invånare är 234.
Terrängen runt Kergu är mycket platt. Runt Kergu är det mycket glesbefolkat, med 5 invånare per kvadratkilometer. Närmaste större samhälle är Tootsi, 10,9 km söder om Kergu. I omgivningarna runt Kergu växer i huvudsak blandskog.